# Lemon Tree
Pour les articles homonymes, voir Lemon.
Ne doit pas être confondu avec Les Citronniers.
Singles de Fool's Garden
Wild Days
(1996)
Lemon Tree (de l'anglais signifiant littéralement « citronnier ») est une chanson pop écrite, composée et interprétée en  1995 par le groupe allemand Fool's Garden, pour leur deuxième album Dish of the Day. Première de leurs chansons à être remarquée, elle devint un succès majeur en 1996, grâce à son riff électronique et touchant. 
Le chanteur et auteur de la chanson, Peter Freudenthaler, a déclaré avoir écrit le texte un dimanche après-midi dans sa chambre alors qu'il attendait sa petite amie. Il s'ennuyait et avait l'image d'un citronnier en tête (Lemon Tree). La sonorité des mots correspondait bien à la mélodie qu'il jouait sur son piano. La chanson est finie en 20 minutes.
Le single a atteint le 26e rang au hit-parade du Royaume-Uni et est resté numéro 1 durant de nombreuses semaines en Allemagne et dans d'autres pays, notamment l'Irlande après qu'il a été parodié sous le titre Christmas Tree par Dustin the Turkey, une marionnette de l'émission The Den (en).

## Liste des pistes du single
1. Lemon Tree (3:14)
2. Finally (4:31)

Ces chansons sont toutes les deux extraites de l'album Dish of the Day, dans lequel elles occupent respectivement les pistes 3 et 10. Un  maxi est également sorti, contenant en plus la chanson Spirit '91, extraite du premier album du groupe Once in a Blue Moon :
1. Lemon Tree (3:14)
2. Finally (4:31)
3. Spirit '91 (dance mix) (4:14)

## Classements et certifications

### Meilleures positions
| Classement (1995-1996)                      | Meilleure position |
| ------------------------------------------- | ------------------ |
| Allemagne (Official German Charts)          | 1                  |
| Australie (ARIA)                            | 31                 |
| Autriche (Ö3 Austria Top 40)                | 1                  |
| Belgique (Ultratop 50 Flandre)              | 2                  |
| Belgique (Ultratop 50 Wallonie)             | 2                  |
| Danemark (IFPI)                             | 2                  |
| États-Unis (Bubbling Under Hot 100 Singles) | 13                 |
| Europe (Eurochart Hot 100)                  | 4                  |
| Finlande (Suomen virallinen lista)          | 11                 |
| France (SNEP)                               | 3                  |
| Irlande (IRMA)                              | 1                  |
| Italie (FIMI)                               | 6                  |
| Nouvelle-Zélande (Recorded Music NZ)        | 14                 |
| Norvège (VG-lista)                          | 1                  |
| Pays-Bas (Dutch Top 40)                     | 10                 |
| Royaume-Uni (The Official Charts Company)   | 26                 |
| Suède (Sverigetopplistan)                   | 1                  |
| Suisse (Schweizer Hitparade)                | 2                  |

### Certifications
| Pays      | Certification | Date           | Ventes certifiées |
| --------- | ------------- | -------------- | ----------------- |
| Allemagne | Platine       | 1996           | 500 000           |
| Autriche  | Or            | 20 mars 1996   | 15 000            |
| France    | Or            | 1996           | 250 000           |
| Norvège   | Platine       | 1996           | 10 000            |
| Suède     | Or            | 4 juillet 1996 | 10 000            |
| Suisse    | Or            | 1996           | 25 000            |